# Seat Ibiza IV
Der Seat Ibiza IV ist die vierte Generation des Ibiza und wurde von Seat produziert. Er wurde am 22. Mai 2008 vorgestellt und basiert wie der VW Polo V auf der VW-PQ25/A05-Plattform. Seit dem 14. Juni 2008 wird er als Fünf- sowie Dreitürer (SC, „Sportcoupé“) bei den Händlern verkauft. Die interne Bezeichnung lautet Seat Ibiza 6J, 6P ab März 2015.
Folgende Modelllinien werden angeboten: Ibiza Reference (Basisvariante), Style, Sport, FR (Formula Racing), Cupra (Cup Racing) nur als SC, Ecomotive und Color Edition (Lumina Orange oder Galia Blau) nur als SC.
Seit Juni 2009 gab es auch eine abgespeckte Version des Ibiza SC, welche mit 44 kW (60 PS) und etwas weniger Ausstattung zum Einstiegspreis von 10.990 € angeboten wurde. Seit März 2010 gab es das Sondermodell „Good Stuff“ mit 1,4l Ottomotor (63 kW, 85 PS) mit unter anderem 16"-Leichtmetallrädern (Sonda), die es nur in dieser Sonderedition gab.
Seit Frühjahr 2010 gibt es das „Bocanegra“-Paket, das nur für die dreitürigen Modellvarianten FR und Cupra bestellbar ist. Äußerlich hebt sich der Seat Bocanegra („schwarze Schnauze“) durch den schwarzen Kühlergrill, die Frontschürze mit integrierten Nebelscheinwerfern, speziell geformte Kotflügel, 17-Zoll-Leichtmetallräder in Silber sowie durch das modifizierte Heck vom normalen Ibiza ab. Der Name ist eine Anspielung auf den spanischen Spitznamen des 1975 eingeführten Seat 1200 Sport Coupé.
Seit Juli 2010 ist vom Ibiza auch eine Kombivariante mit dem Namen Ibiza ST erhältlich. Sie ist um ca. 18 cm länger als die fünftürige Schräghecklimousine. Laut Seat wurde diese Kombivariante des Ibiza seit Juli 2016 nicht mehr produziert und war somit nur noch als Gebraucht- bzw. Lager und Vorlaufmodell verfügbar.

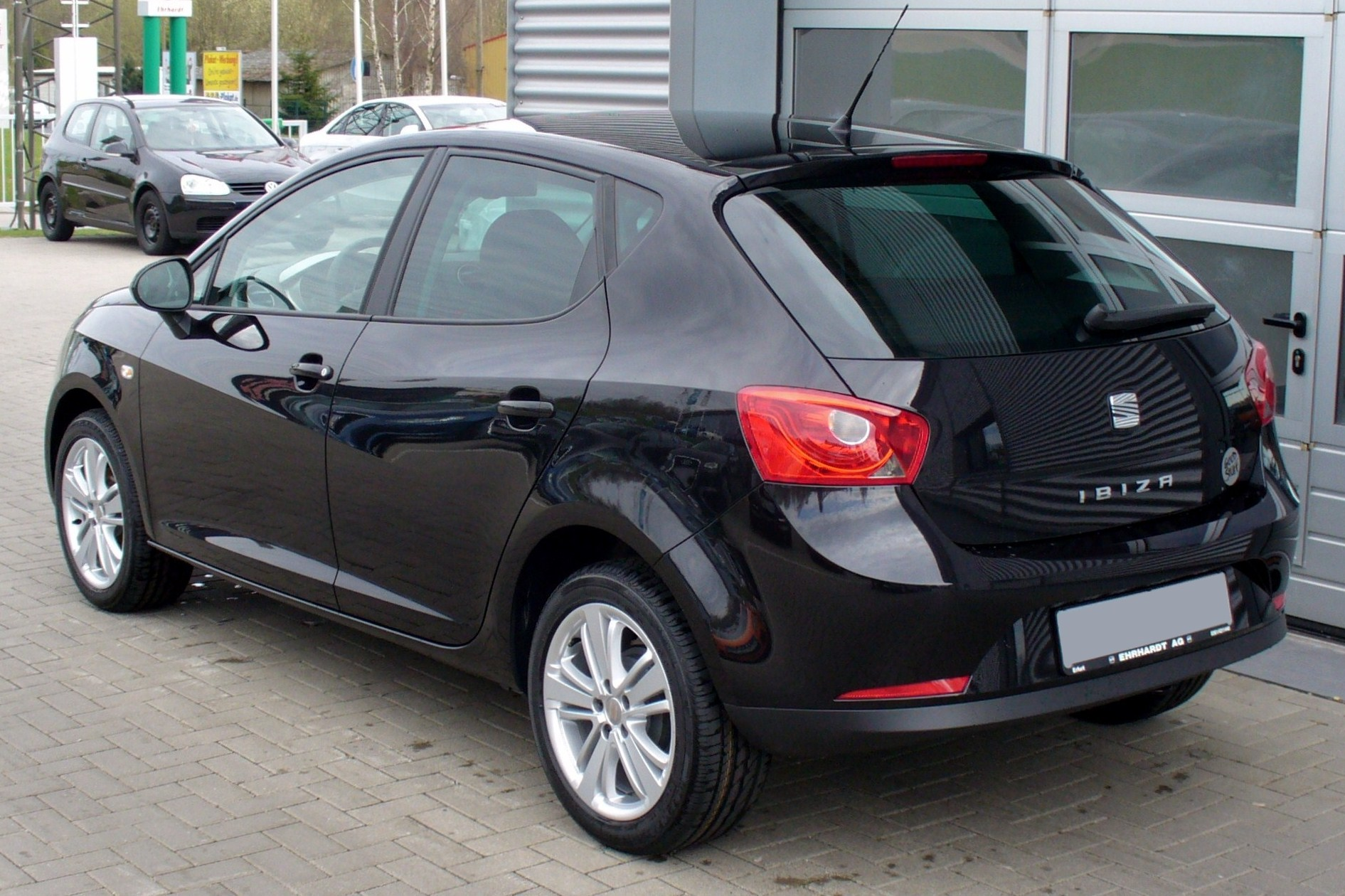
Heckansicht
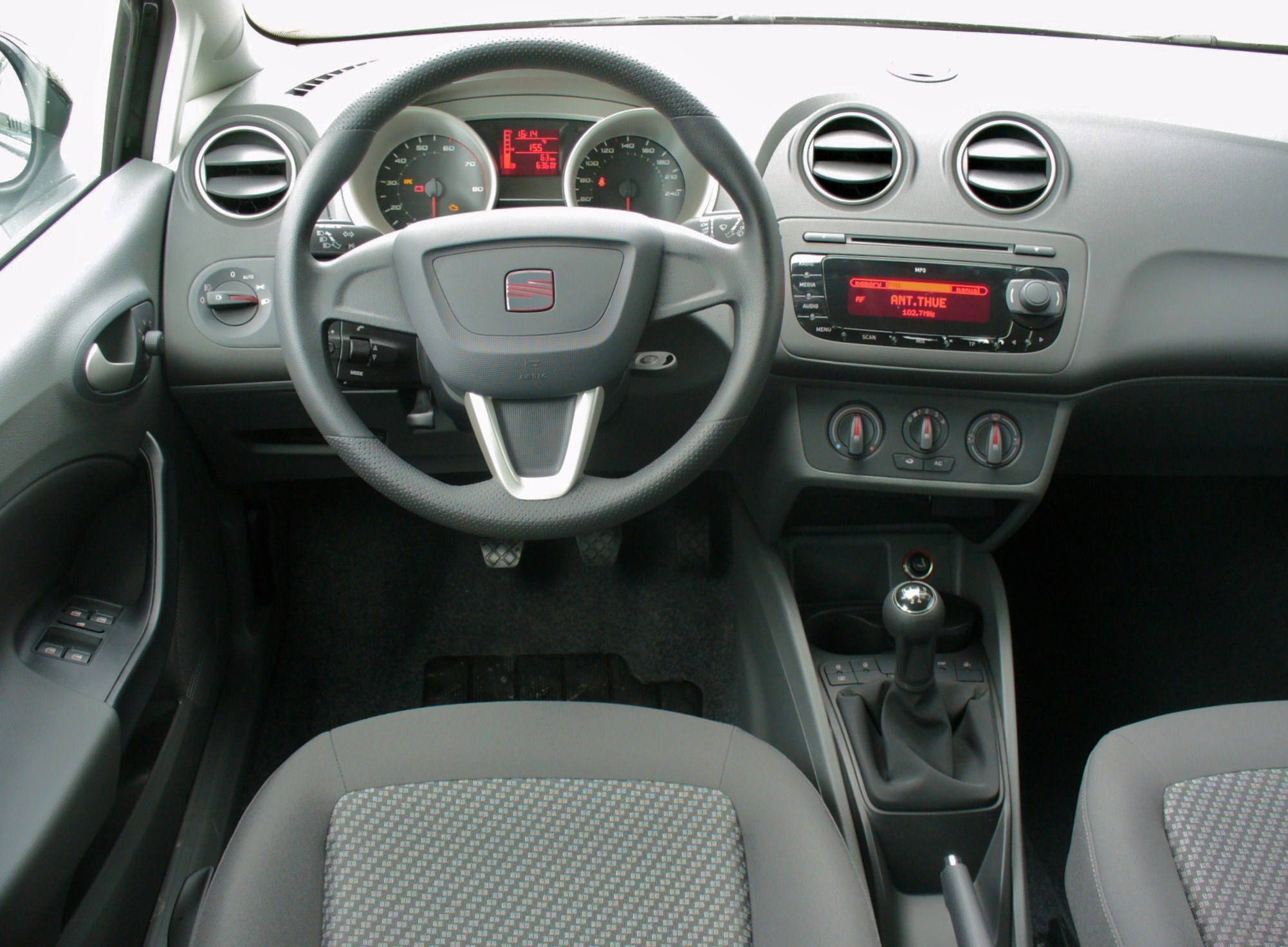
Innenraum
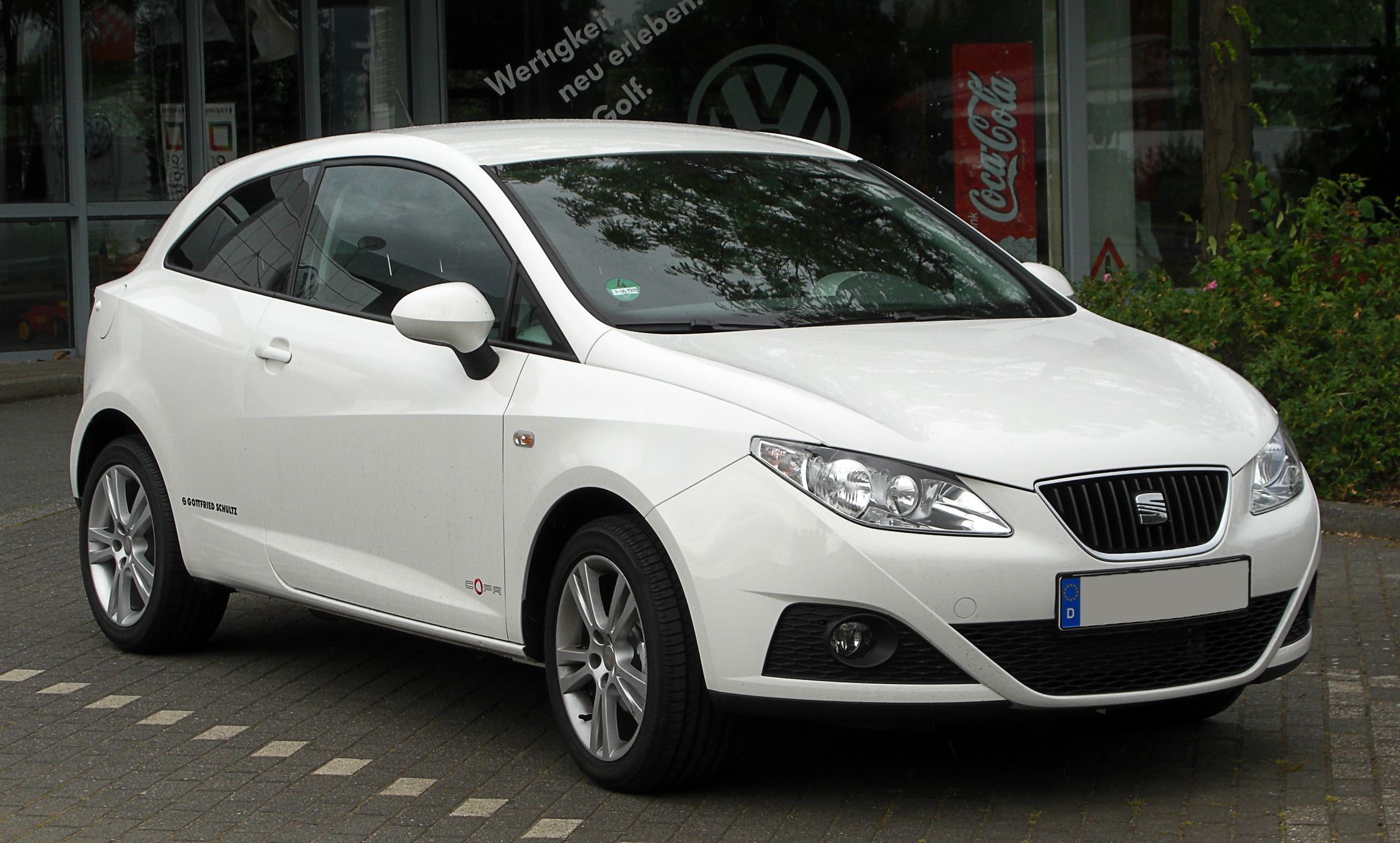
Seat Ibiza SC (2008–2012)
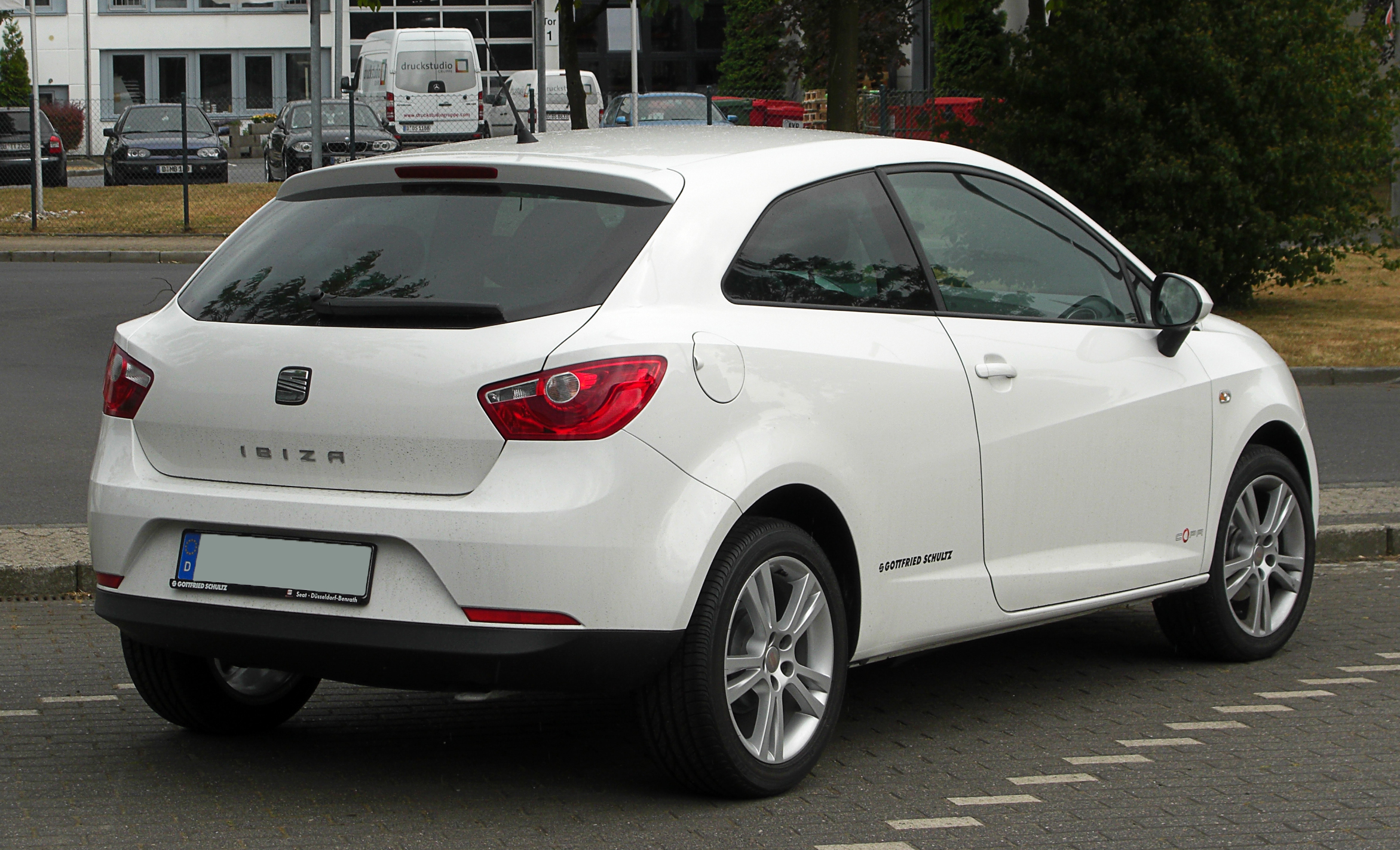
Seat Ibiza SC (2008–2012) Heckansicht
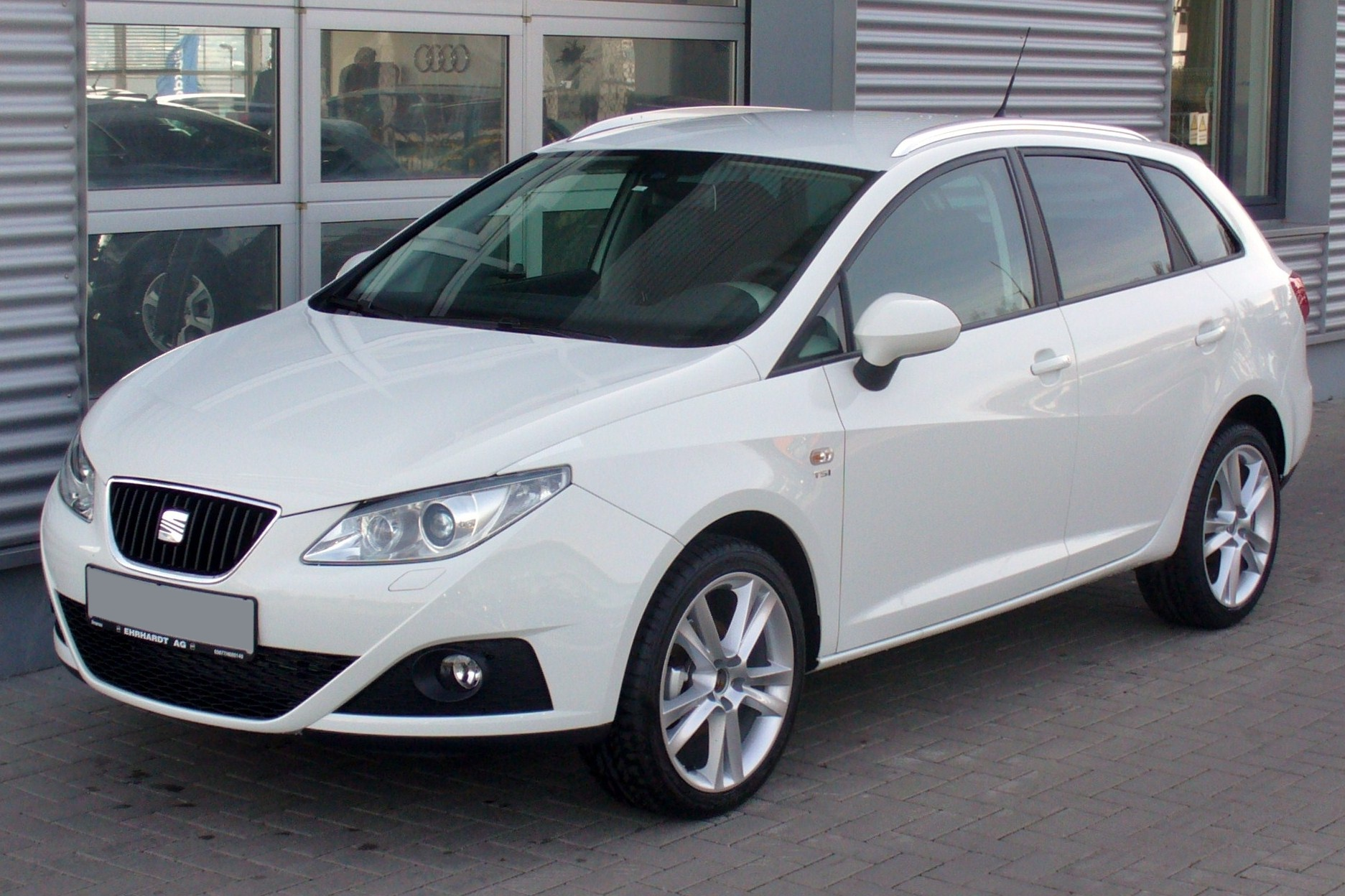
Seat Ibiza ST (2010–2012)
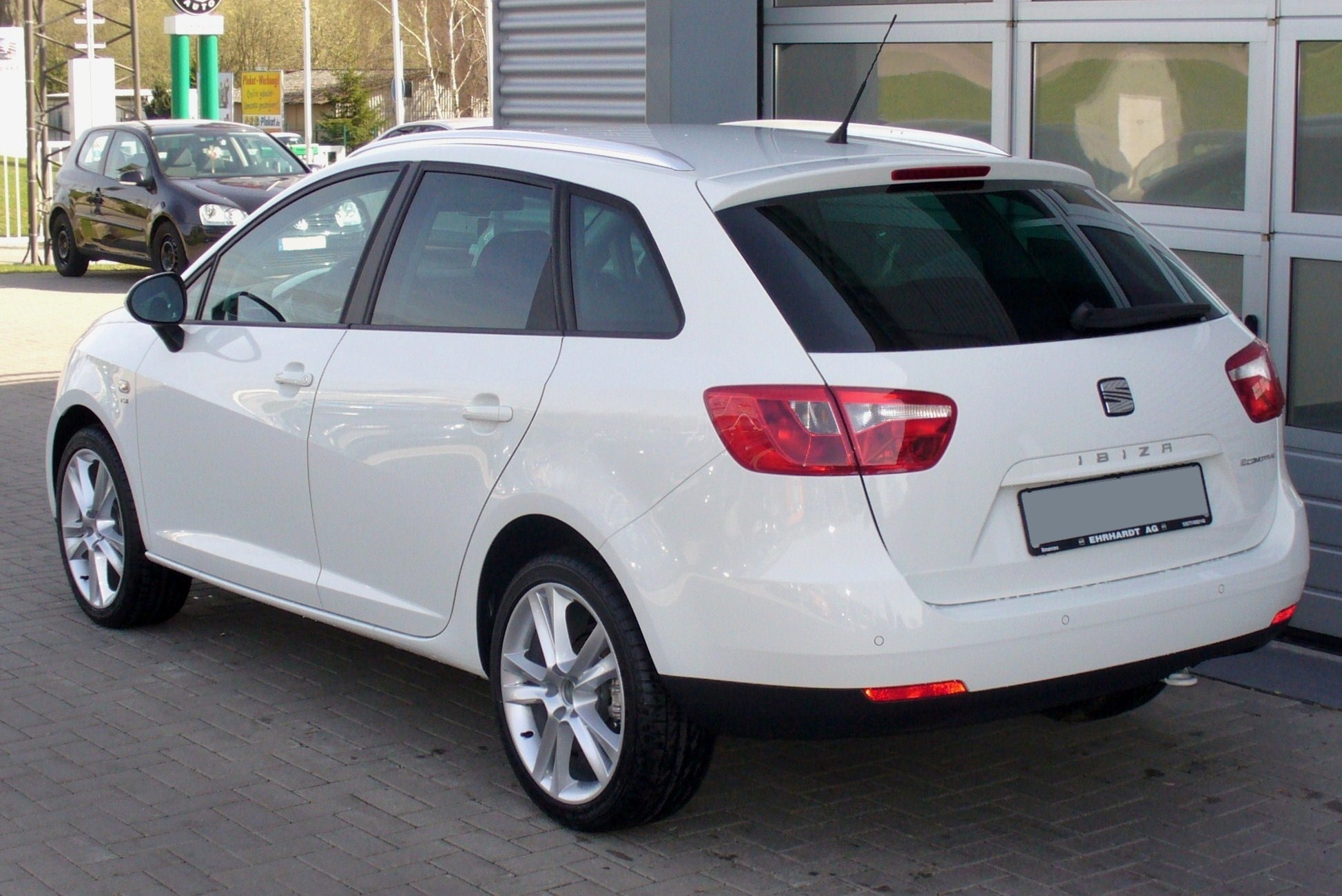
Seat Ibiza ST (2010–2012) Heckansicht
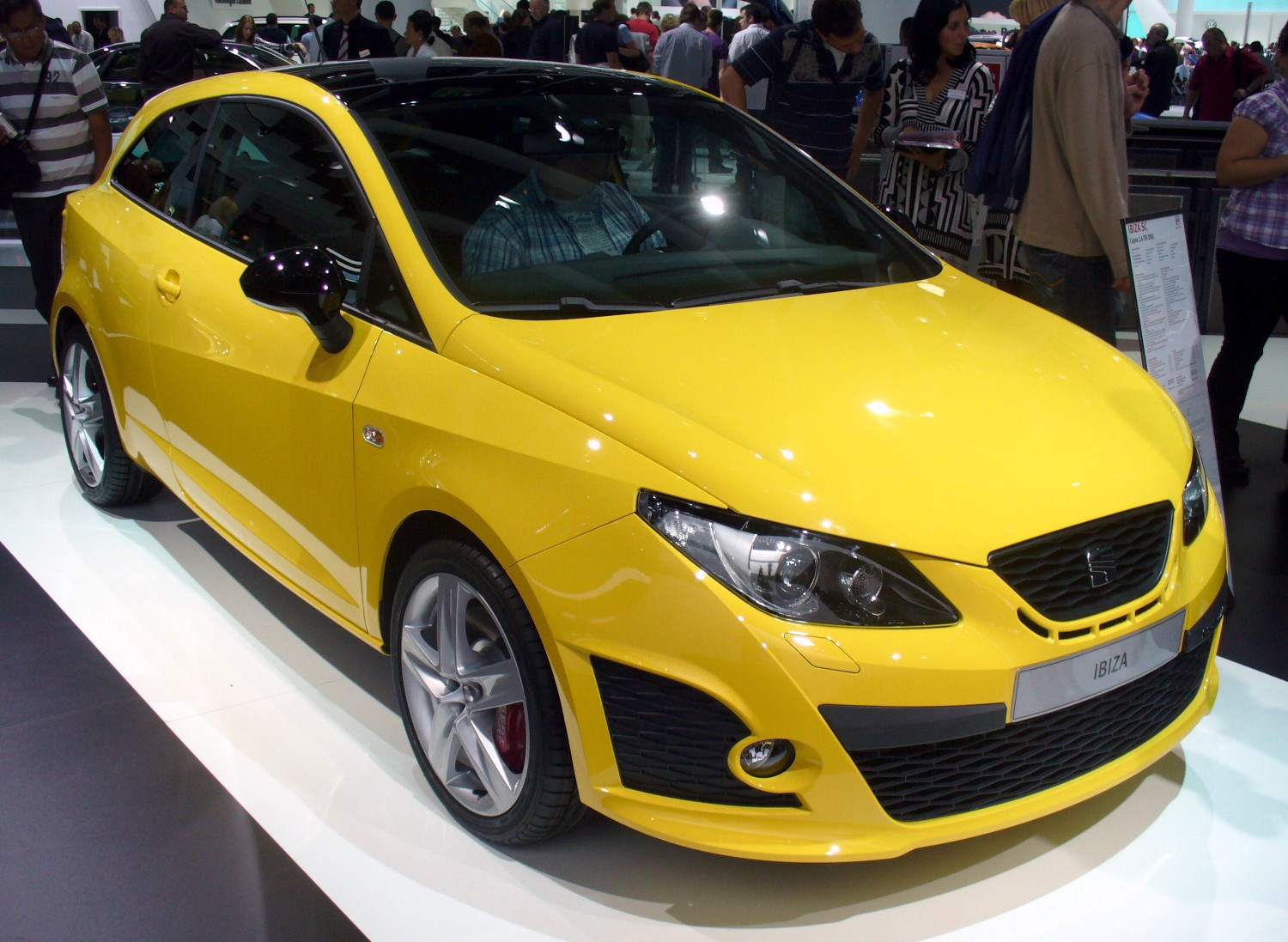
Seat Ibiza Cupra (2009–2012)
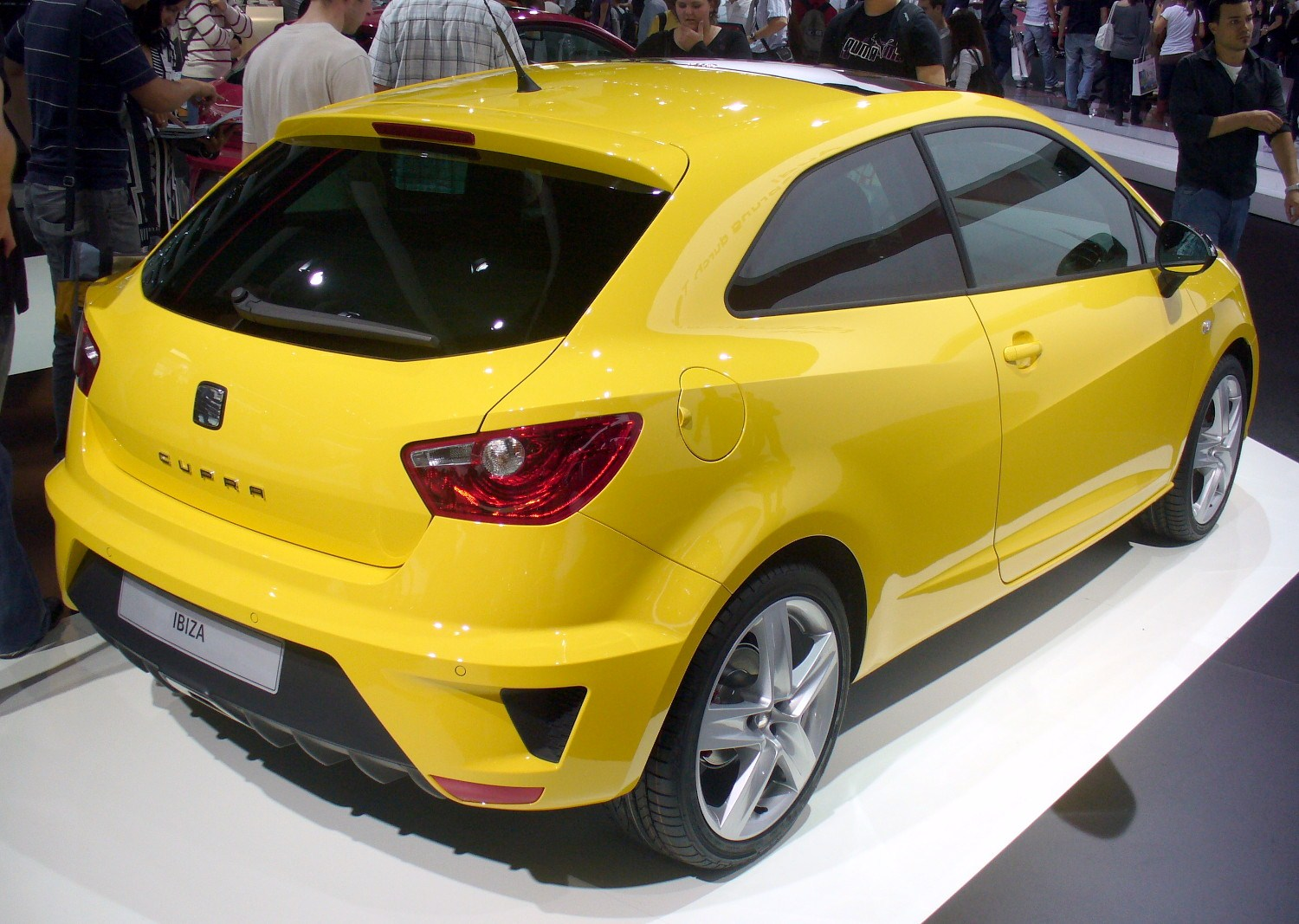
Seat Ibiza Cupra (2009–2012) Heckansicht
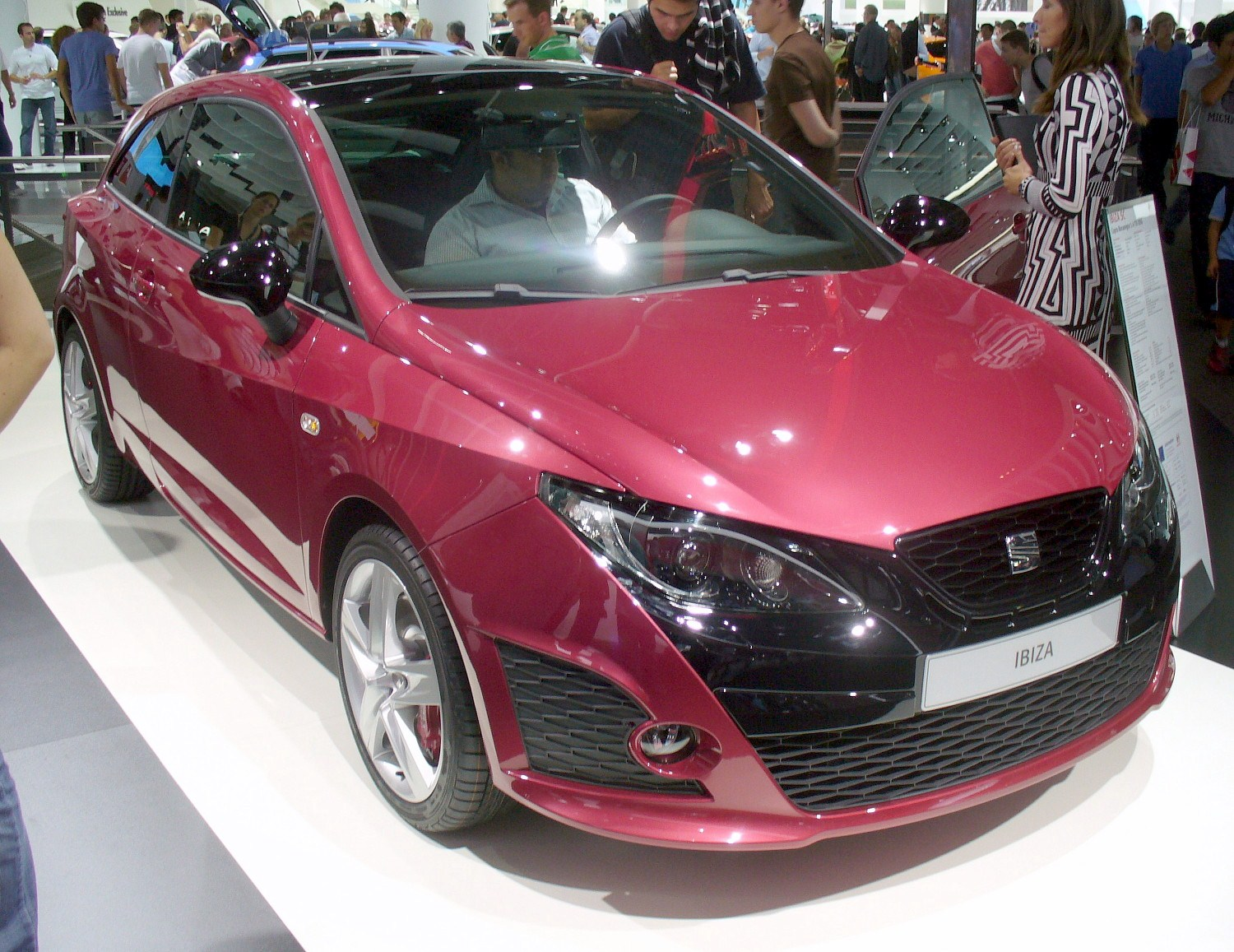
Seat Ibiza Bocanegra (2010–2012)

## Spotify-Paket und -Programm
Seit Anfang 2011 werden Ibiza im spanischen Markt auch in der Version Spotify angeboten, eine der Reference-Grundausstattung ähnlichen Version, jedoch mit einer Bluetooth-Schnittstelle der Radioanlage zu iPhones und ähnlichen Geräten. Auf dem spanischen Markt arbeitet Seat hierzu mit Telefon-Providern zusammen. Für die ersten sechs Monate wird über einen Provider eine Flatrate-Nutzung von Samsung-Galaxy-mini-Geräten kostenfrei angeboten. Außer dem Ibiza gibt es auch Fahrzeuge anderer Serien mit der Spotify-Ausstattung.

## Modellpflegen

### 2012
Am 24. März 2012 wurde der überarbeitete Ibiza auf dem Genfer Auto-Salon präsentiert. Er erhielt eine geänderte Front mit neu gezeichneten Scheinwerfern. Auch der Innenraum wurde modifiziert: neue Stoffe, ein modernisiertes Armaturenbrett und ein vergrößertes Handschuhfach.
„Sport“ und „Cupra“-Version fielen vorübergehend aus dem Programm. Es gab nur noch die Ausstattungsvarianten Reference, Style und FR. Ab Anfang 2013 war der Ibiza auch wieder als „Cupra“-Version erhältlich.
Ab dem Modelljahr 2014 erhielt der Ibiza das neue Seat-Markenlogo.

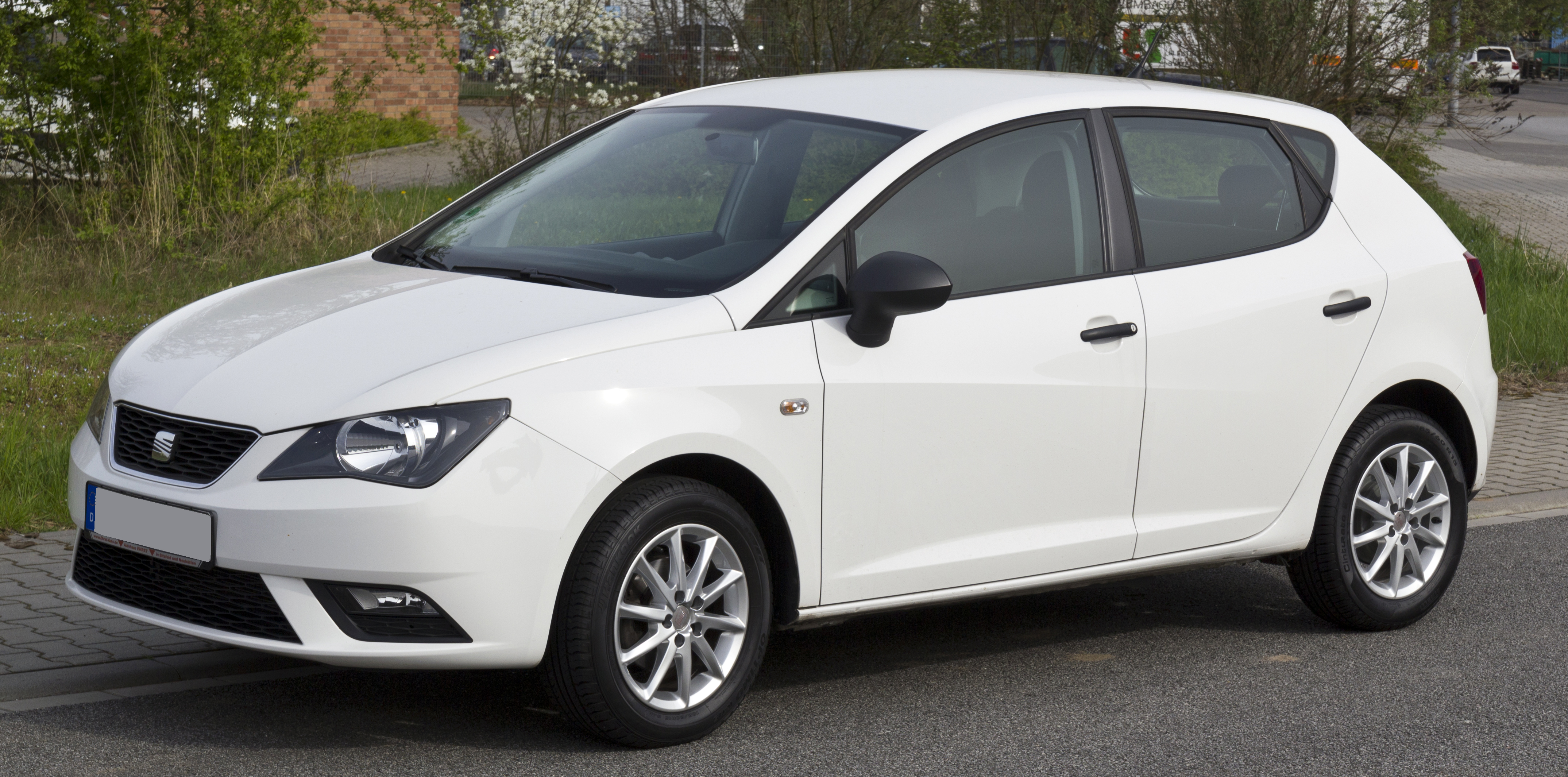
Seat Ibiza Fünftürer (2012–2015)
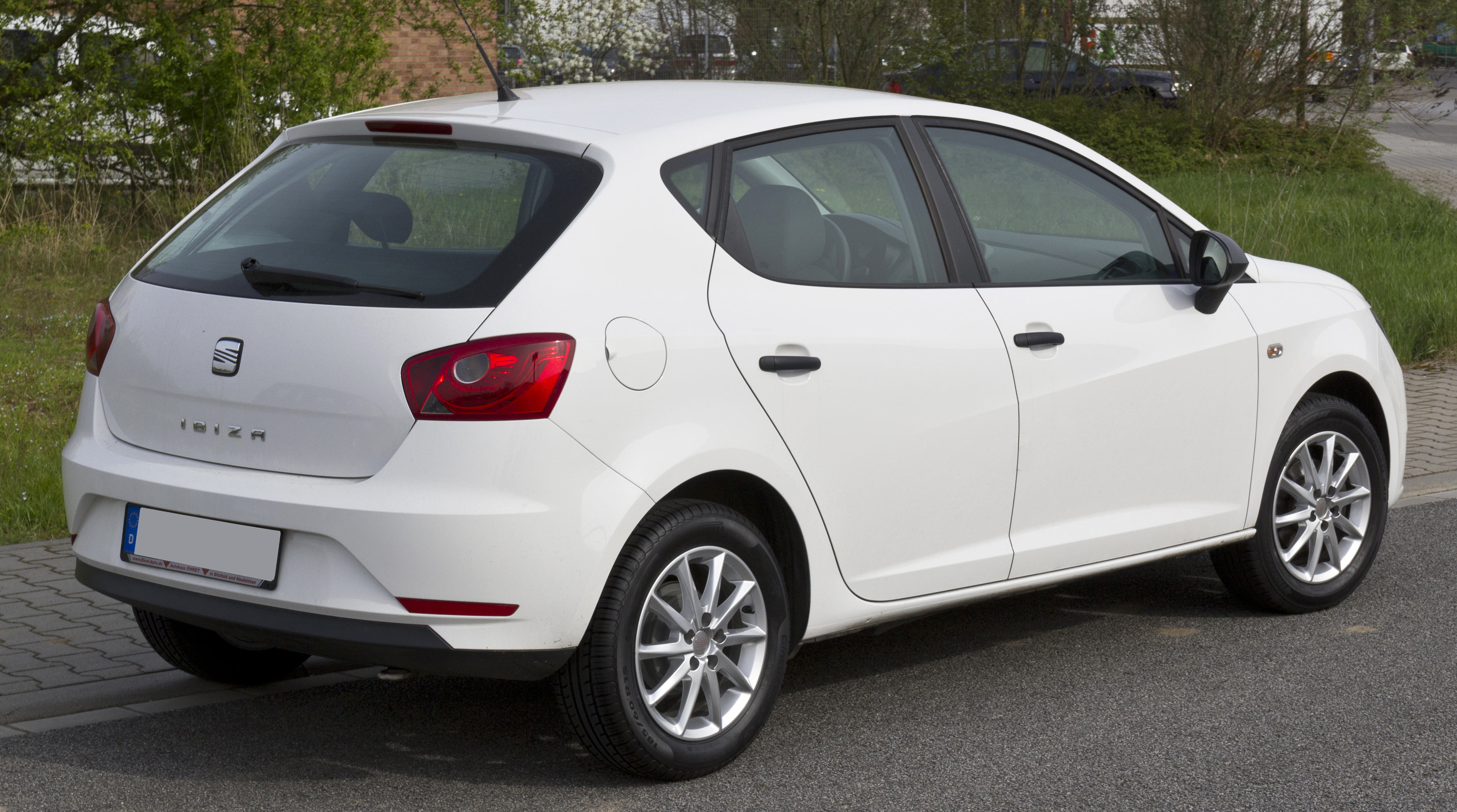
Heckansicht
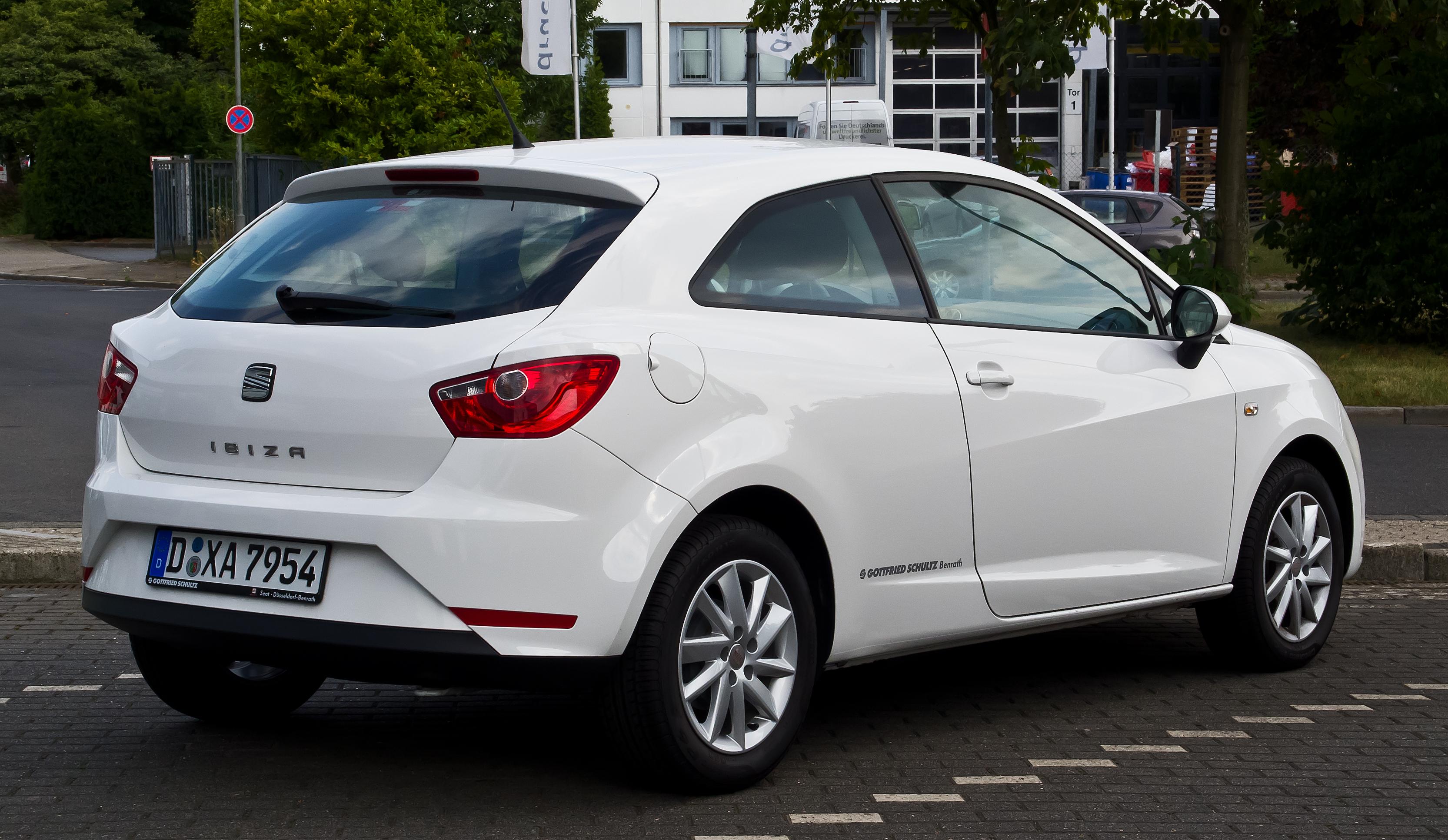
Seat Ibiza SC (2012–2015)
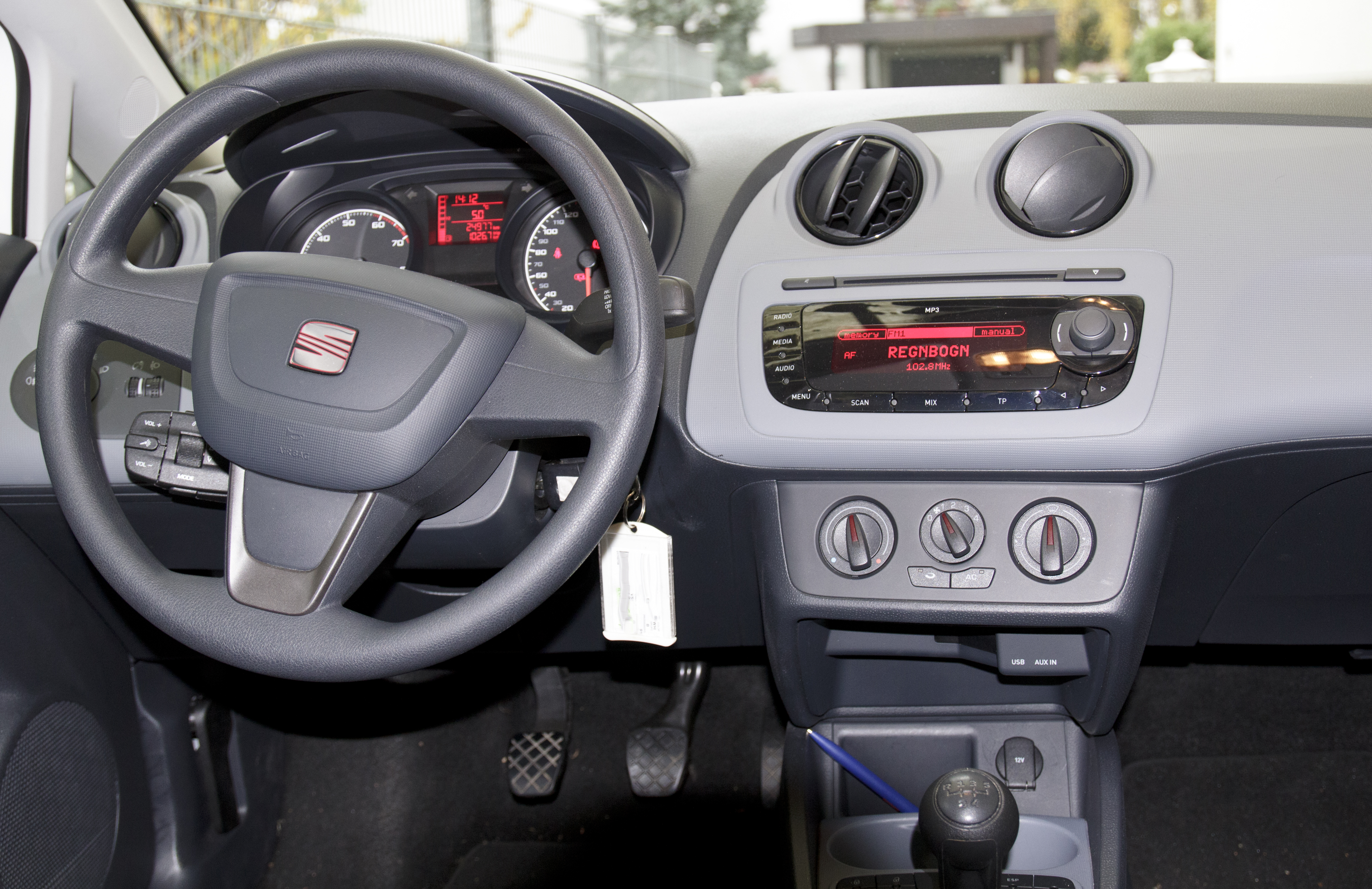
Cockpit

### 2015 (Typ 6P)
Auf der Mondial de l'Automobile in Paris präsentierte Seat im Herbst 2014 einen erneut modifizierten Ibiza, der ab Mitte 2015 im Handel war.
Die Änderungen betrafen weitestgehend Fahrzeugteile unterm Blech, wobei sich die interne Typenbezeichnung von ursprünglich 6J auf 6P änderte. Mit dem Facelift erhielt der Ibiza ein neues Fahrwerk mit optionaler Einstellmöglichkeit in zwei Härtestufen über den „Sport-Knopf“. Wird der Sport-Modus aktiviert, verändern sich auch Lenkung, Gasannahme und Sound (im Innenraum) des Fahrzeugs. Im Innenraum wurden nun höherwertige Materialien verarbeitet und dem Käufer unter anderem durch verschiedene Color Packs mehr Individualisierung erlaubt. Des Weiteren wurde das Cockpit neu gestaltet: neue Rundinstrumente mit größerer Multifunktionsanzeige, ein zentraler, 6,5" großer Bildschirm mit Seat Media System und Navigationssystem mit optionaler FullLink-Funktion, sowie ein neues Multifunktionslenkrad.
Der Ibiza erhielt außerdem eine überarbeitete Motorenpalette. Der kleinste erhältliche Ottomotor wurde ein Einliter-Dreizylinder mit 55 kW (75 PS), der in mehreren Ausbaustufen verfügbar war. Der 1.2 TSI, sowie der 1.4 TSI wurde durch den 1.0 ecoTSI mit 70 kW (95 PS), oder 81 kW (110 PS), der auch mit 7-Gang-DSG verfügbar ist, ersetzt. Der 1.4 TSI (ACT) FR wurde später ebenfalls aus dem Programm genommen, bzw. blieb dem großen Bruder Leon vorbehalten.
Der Ibiza ist in den Ausstattungsvarianten Reference, Style und FR verfügbar. Im September 2015 wurde auf der IAA eine neue Cupra-Version präsentiert. Diese wurde fortan mit einem überarbeiteten 1.8 TSI-Motor angeboten, der 141 kW (192 PS) leistet. Die Produktion der Kombivariante Seat Ibiza ST lief im Juli 2016 aus, die des 3-Türers und damit auch des Cupra Ende 2016. Zuletzt wurde zum Modellwechsel 2017 auch der 5-Türer eingestellt.

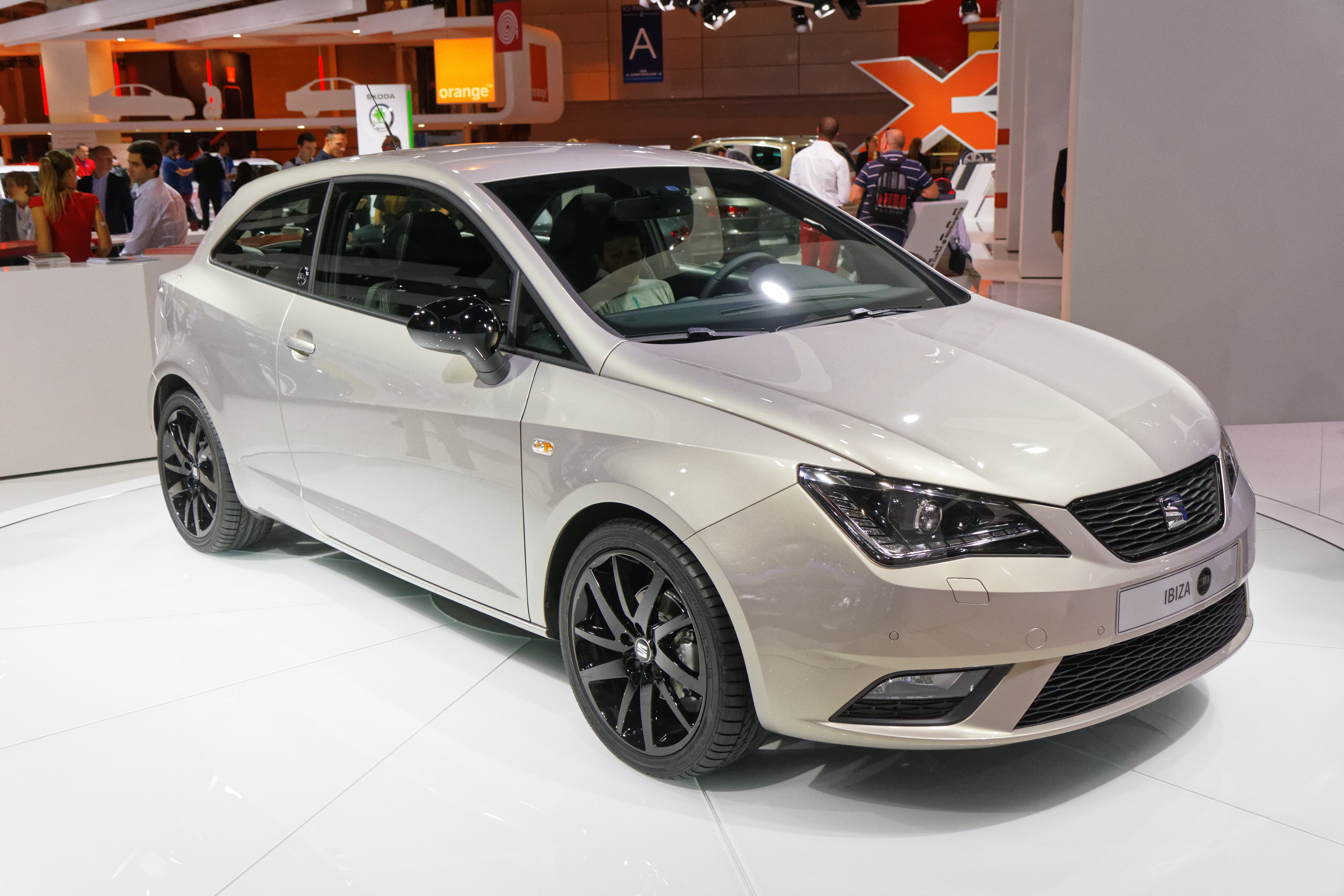
Seat Ibiza SC (2015–2017)
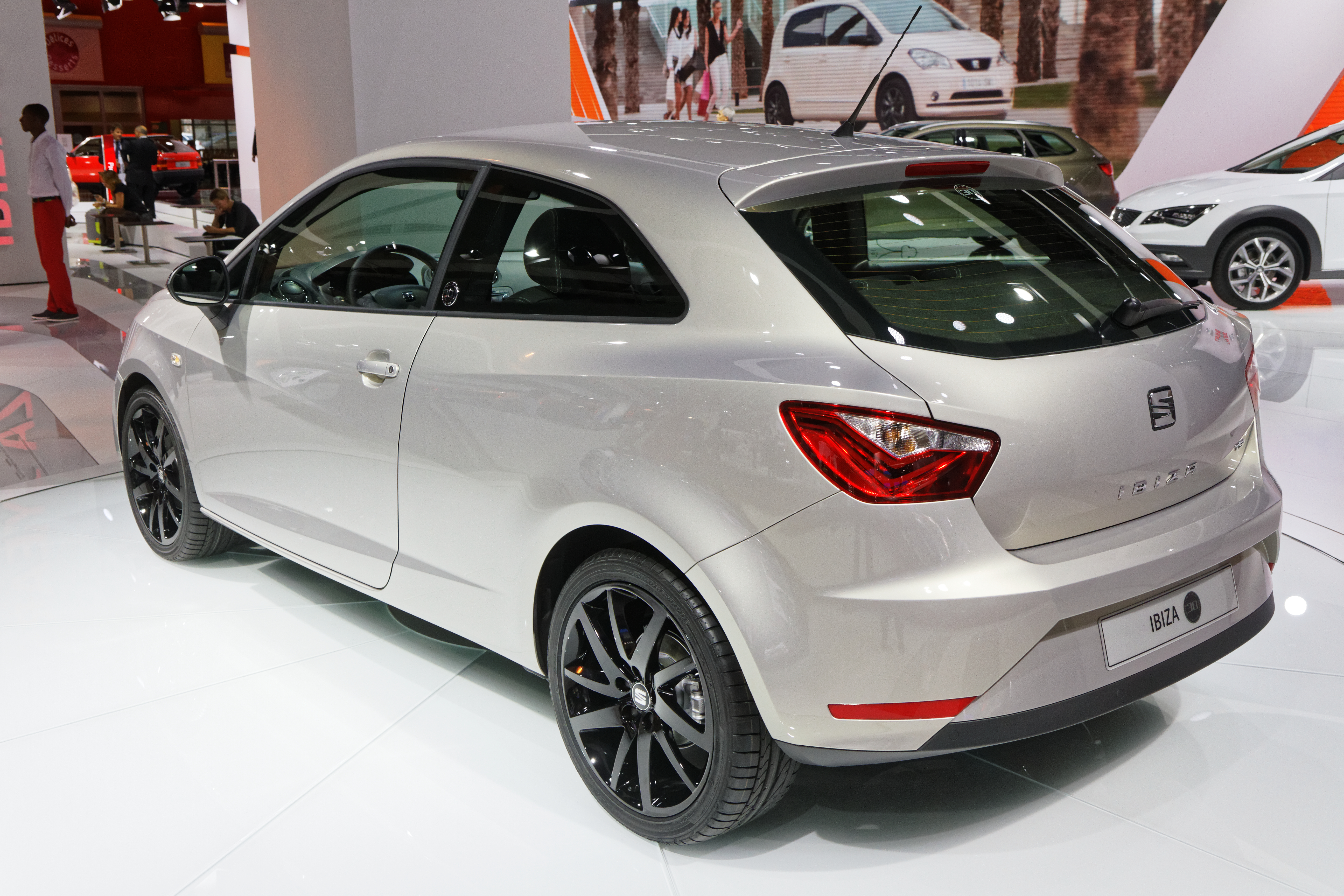
Heckansicht
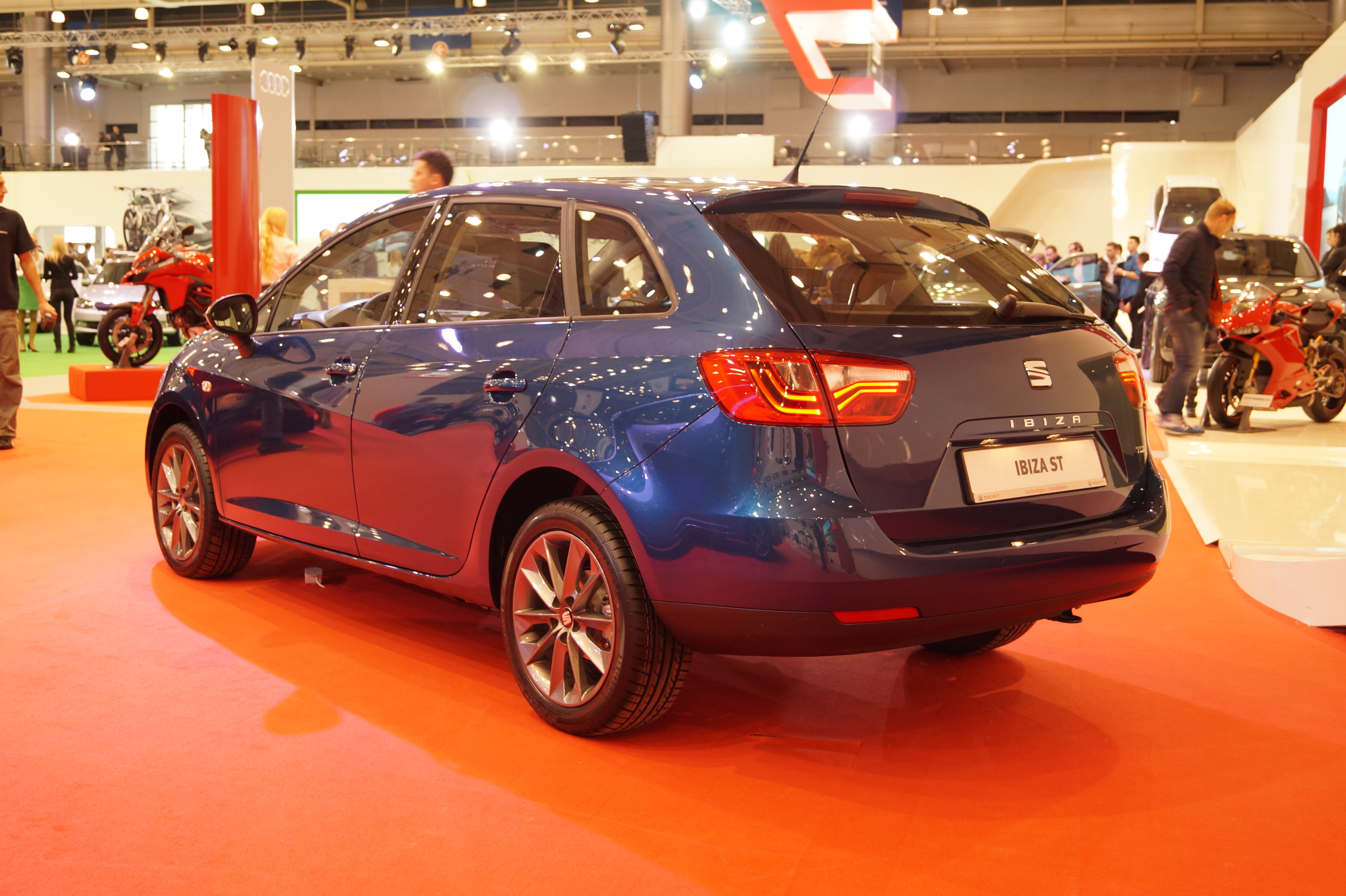
Seat Ibiza ST (2015–2016)

## Technische Daten

### Ottomotoren (2008–2012)
|                                                         | 1.2                      | 1.2                      | 1.2 TSI               | 1.4 16V                  | 1.6                      | FR 1.4 TSI                                                | Cupra 1.4 TSI                                             |
| ------------------------------------------------------- | ------------------------ | ------------------------ | --------------------- | ------------------------ | ------------------------ | --------------------------------------------------------- | --------------------------------------------------------- |
| Bauzeitraum                                             | 2008–2012                | 2009–2012                | 2010–2012             | 2008–2012                | 2008–2010                | 2009–2012                                                 | 2009–2012                                                 |
| Motorbaureihe                                           | VW EA111                 | VW EA111                 | VW EA111              | VW EA111                 | VW EA111                 | VW EA111                                                  | VW EA111                                                  |
| Motorkennbuchstaben                                     | CGPB                     | BZG, CGPA, CJLB          | CBZB                  | BXW, CGGB                | BTS                      | CAVF, CNUB, CTHF, CTJB                                    | CAVE, CTHE, CTJC                                          |
| Motorbauart und Zylinderanzahl                          | R3-Ottomotor             | R3-Ottomotor             | R4-Ottomotor          | R4-Ottomotor             | R4-Ottomotor             | R4-Ottomotor                                              | R4-Ottomotor                                              |
| Gemischaufbereitung                                     | Multi-Point-Einspritzung | Multi-Point-Einspritzung | Direkteinspritzung    | Multi-Point-Einspritzung | Multi-Point-Einspritzung | Direkteinspritzung                                        | Direkteinspritzung                                        |
| Nockenwellenantrieb                                     | Steuerkette              | Steuerkette              | Steuerkette           | Zahnriemen               | Steuerkette              | Steuerkette                                               | Steuerkette                                               |
| Motoraufladung                                          | –                        | –                        | Abgasturbolader       | –                        | –                        | Abgasturbolader / mechanischer Kompressor, Ladeluftkühler | Abgasturbolader / mechanischer Kompressor, Ladeluftkühler |
| Ventilsteuerung                                         | DOHC                     | DOHC                     | SOHC                  | DOHC                     | DOHC                     | DOHC                                                      | DOHC                                                      |
| Ventile                                                 | 12                       | 12                       | 8                     | 16                       | 16                       | 16                                                        | 16                                                        |
| Bohrung × Hub in mm                                     | 76,5 × 86,9              | 76,5 × 86,9              | 71 × 75,6             | 76,5 × 75,6              | 76,5 × 86,9              | 76,5 × 75,6                                               | 76,5 × 75,6                                               |
| Hubraum                                                 | 1198 cm³                 | 1198 cm³                 | 1197 cm³              | 1390 cm³                 | 1598 cm³                 | 1390 cm³                                                  | 1390 cm³                                                  |
| Verdichtungsverhältnis                                  | 10,5 : 1                 | 10,5 : 1                 | 10,5 : 1              | 10,5 : 1                 | 10,5 : 1                 | 10 : 1                                                    | 10 : 1                                                    |
| max. Leistung bei min−1                                 | 44 kW (60 PS)/ 5200      | 51 kW (69 PS)/ 5400      | 77 kW (105 PS)/ 5000  | 63 kW (86 PS)/ 5000      | 77 kW (105 PS)/ 5600     | 110 kW (150 PS)/ 5800                                     | 132 kW (180 PS)/ 6000                                     |
| max. Drehmoment bei min−1                               | 108 Nm/ 3000             | 112 Nm/ 3000             | 175 Nm/ 1550–4100     | 132 Nm/ 3800             | 153 Nm/ 3800             | 220 Nm/ 1250–4500                                         | 250 Nm/ 2000–4500                                         |
| Antrieb, serienmäßig                                    | Front                    | Front                    | Front                 | Front                    | Front                    | Front                                                     | Front                                                     |
| Getriebe, serienmäßig                                   | 5-Gang-Schaltgetriebe    | 5-Gang-Schaltgetriebe    | 5-Gang-Schaltgetriebe | 5-Gang-Schaltgetriebe    | 5-Gang-Schaltgetriebe    | 7-Gang-DSG                                                | 7-Gang-DSG                                                |
| Getriebe, optional                                      | –                        | –                        | 7-Gang-DSG            | –                        | 7-Gang-DSG               | –                                                         | –                                                         |
| Höchstgeschwindigkeit, km/h, [Automatik]                | 155                      | 163                      | 190 [190]             | 177                      | 189 [188]                | [212]                                                     | [225]                                                     |
| Beschleunigung, 0–100 km/h in s, [Automatik]            | 15,9                     | 15                       | 9,7 [9,7]             | 11,8                     | 10,4 [10,1]              | [7,6]                                                     | [7,2]                                                     |
| Kraftstoffverbrauch kombiniert in l/100 km, [Automatik] |                          | 5,9                      | 5,1 [5,3]             | 6,2                      | 6,3 [5,8]                | [6,3]                                                     | [6,4]                                                     |
| CO2-Emission in g/km, kombiniert, [Automatik]           |                          |                          | 119 [124]             | 139                      |                          |                                                           |                                                           |
| Abgasnorm nach EU-Klassifikation                        |                          |                          | Euro 5                | Euro 4                   | Euro 4 [Euro 5]          | Euro 5                                                    | Euro 5                                                    |

Werte beziehen sich auf das Sport-Coupe (SC) falls nicht anders vermerkt.

### Ottomotoren (2012–2015)
|                                                         | 1.2 12V                  | 1.2 12V                  | 1.2 TSI 1             | 1.2 TSI               | 1.6 LPG                  | 1.4 16V                  | 1.4 TSI ACT           | FR 1.4 TSI                                                | Cupra 1.4 TSI                                             |
| ------------------------------------------------------- | ------------------------ | ------------------------ | --------------------- | --------------------- | ------------------------ | ------------------------ | --------------------- | --------------------------------------------------------- | --------------------------------------------------------- |
| Bauzeitraum                                             | 03/2012–06/2015          | 03/2012–06/2015          | 2012–2015             | 03/2012–06/2015       | 03/2012–01/2014          | 03/2012–06/2015          | 01/2014–06/2015       | 03/2012–06/2015                                           | 01/2013–05/2015                                           |
| Motorbaureihe                                           | VW EA111                 | VW EA111                 | VW EA111              | VW EA111              | VW EA111                 | VW EA111                 | VW EA211              | VW EA111                                                  | VW EA111                                                  |
| Motorkennbuchstaben                                     | CGPB                     | CGPA, CJLB               | CBZA                  | CBZB                  | CNKA                     | CGGB                     | CPTA                  | CAVF, CNUB, CTHF, CTJB                                    | CAVE, CTHE, CTJC                                          |
| Motorbauart und Zylinderanzahl                          | R3-Ottomotor             | R3-Ottomotor             | R4-Ottomotor          | R4-Ottomotor          | R4-Ottomotor             | R4-Ottomotor             | R4-Ottomotor          | R4-Ottomotor                                              | R4-Ottomotor                                              |
| Gemischaufbereitung                                     | Multi-Point-Einspritzung | Multi-Point-Einspritzung | Direkteinspritzung    | Direkteinspritzung    | Multi-Point-Einspritzung | Multi-Point-Einspritzung | Direkteinspritzung    | Direkteinspritzung                                        | Direkteinspritzung                                        |
| Nockenwellenantrieb                                     | Steuerkette              | Steuerkette              | Steuerkette           | Steuerkette           | Steuerkette              | Zahnriemen               | Zahnriemen            | Steuerkette                                               | Steuerkette                                               |
| Motoraufladung                                          | –                        | –                        | Abgasturbolader       | Abgasturbolader       | –                        | –                        | Abgasturbolader       | Abgasturbolader / mechanischer Kompressor, Ladeluftkühler | Abgasturbolader / mechanischer Kompressor, Ladeluftkühler |
| Ventilsteuerung                                         | DOHC                     | DOHC                     | SOHC                  | SOHC                  | DOHC                     | DOHC                     | DOHC                  | DOHC                                                      | DOHC                                                      |
| Ventile                                                 | 12                       | 12                       | 8                     | 8                     | 16                       | 16                       | 16                    | 16                                                        | 16                                                        |
| Bohrung × Hub in mm                                     | 76,5 × 86,9              | 76,5 × 86,9              | 71 × 75,6             | 71 × 75,6             | 76,5 × 86,9              | 76,5 × 75,6              | 74,5 × 80             | 76,5 × 75,6                                               | 76,5 × 75,6                                               |
| Hubraum                                                 | 1198 cm³                 | 1198 cm³                 | 1197 cm³              | 1197 cm³              | 1598 cm³                 | 1390 cm³                 | 1395 cm³              | 1390 cm³                                                  | 1390 cm³                                                  |
| Verdichtungsverhältnis                                  | 10,5 : 1                 | 10,5 : 1                 | 10,5 : 1              | 10,5 : 1              | 10,5 : 1                 | 10,5 : 1                 | 10,5 : 1              | 10 : 1                                                    | 10 : 1                                                    |
| max. Leistung bei min−1                                 | 44 kW (60 PS)/ 5200      | 51 kW (69 PS)/ 5400      | 63 kW (86 PS)/ 4800   | 77 kW (105 PS)/ 5000  | 60 kW (81 PS)/ 4000–6000 | 63 kW (86 PS)/ 5000      | 103 kW (140 PS)/ 5800 | 110 kW (150 PS)/ 5800                                     | 132 kW (180 PS)/ 6000                                     |
| max. Drehmoment bei min−1                               | 108 Nm/ 3000             | 112 Nm/ 3000             | 160 Nm/ 1500–3500     | 175 Nm/ 1550–4100     | 145 Nm/ 3800             | 132 Nm/ 3800             | 250 Nm/ 1500–3500     | 220 Nm/ 1250–4500                                         | 250 Nm/ 2000–4500                                         |
| Antrieb, serienmäßig                                    | Front                    | Front                    | Front                 | Front                 | Front                    | Front                    | Front                 | Front                                                     | Front                                                     |
| Getriebe, serienmäßig                                   | 5-Gang-Schaltgetriebe    | 5-Gang-Schaltgetriebe    | 5-Gang-Schaltgetriebe | 5-Gang-Schaltgetriebe | 5-Gang-Schaltgetriebe    | 5-Gang-Schaltgetriebe    | 6-Gang-Schaltgetriebe | 7-Gang-DSG                                                | 7-Gang-DSG                                                |
| Getriebe, optional                                      | –                        | –                        | –                     | 7-Gang-DSG            | –                        | –                        | –                     | –                                                         | –                                                         |
| Höchstgeschwindigkeit, km/h, [Automatik]                | 155                      | 163                      | 180                   | 190 [190]             | 174                      | 177                      | 210                   | [212]                                                     | [228]                                                     |
| Beschleunigung, 0–100 km/h in s, [Automatik]            | 15,9                     | 13,9                     | 11,3                  | 9,7 [9,7]             | 12,2                     | 11,8                     | 7,8                   | [7,6]                                                     | [6,9]                                                     |
| Kraftstoffverbrauch kombiniert in l/100 km, [Automatik] | 5,4                      | 5,4                      | 5,1                   | 5,1 [5,3]             | 6                        | 5,9                      | 4,7                   | [5,9]                                                     | [5,1]                                                     |
| CO2-Emission in g/km, kombiniert, [Automatik]           | 125                      | 125                      | 119                   | 119 [124]             |                          | 139                      | 109                   | 139                                                       | 139                                                       |
| Abgasnorm nach EU-Klassifikation                        | Euro 5                   | Euro 5                   | Euro 5                | Euro 5                | Euro 5                   | Euro 5                   | Euro 5                | Euro 5                                                    | Euro 5                                                    |

### Ottomotoren (2015–2017)
|                                                         | 1.0                      | 1.0 Eco TSI              | 1.0 Eco TSI               | 1.2 TSI                  | 1.4 Eco TSI ACT       | Cupra 1.8 TSI              |
| ------------------------------------------------------- | ------------------------ | ------------------------ | ------------------------- | ------------------------ | --------------------- | -------------------------- |
| Bauzeitraum                                             | 2015–2017                | 2015–2017                | 2015–2017                 | 2015–2017                | 2015–2017             | 2015–2017                  |
| Motorbaureihe                                           | VW EA211                 | VW EA211                 | VW EA211                  | VW EA211                 | VW EA211              | VW EA888                   |
| Motorkennbuchstaben                                     | CHYB                     | CHZB                     | CHZC                      | CJZC                     | CZEA                  | DAJA                       |
| Motorbauart und Zylinderanzahl                          | R3-Ottomotor             | R3-Ottomotor             | R3-Ottomotor              | R4-Ottomotor             | R4-Ottomotor          | R4-Ottomotor               |
| Gemischaufbereitung                                     | Multi-Point-Einspritzung | Direkteinspritzung       | Direkteinspritzung        | Direkteinspritzung       | Direkteinspritzung    | Direkteinspritzung         |
| Nockenwellenantrieb                                     | Zahnriemen               | Zahnriemen               | Zahnriemen                | Zahnriemen               | Zahnriemen            | Steuerkette                |
| Motoraufladung                                          | –                        | Abgasturbolader          | Abgasturbolader           | Abgasturbolader          | Abgasturbolader       | Abgasturbolader            |
| Ventilsteuerung                                         | DOHC                     | DOHC                     | DOHC                      | DOHC                     | DOHC                  | DOHC                       |
| Ventile                                                 | 12                       | 12                       | 12                        | 16                       | 16                    | 16                         |
| Bohrung × Hub in mm                                     | 74,5 × 76,4              | 74,5 × 76,4              | 74,5 × 76,4               | 71 × 75,6                | 74,5 × 80             | 82,5 × 84,2                |
| Hubraum                                                 | 999 cm³                  | 999 cm³                  | 999 cm³                   | 1197 cm³                 | 1395 cm³              | 1798 cm³                   |
| Verdichtungsverhältnis                                  | 10,5 : 1                 | 10,5 : 1                 | 10,5 : 1                  | 10,5 : 1                 | 10 : 1                | 9,6 : 1                    |
| max. Leistung bei min−1                                 | 55 kW (75 PS)/ 6200      | 70 kW (95 PS)/ 5000–5500 | 81 kW (110 PS)/ 5000–5500 | 66 kW (90 PS)/ 4400–5400 | 110 kW (150 PS)/ 5000 | 141 kW (192 PS)/ 4300–6200 |
| max. Drehmoment bei min−1                               | 95 Nm/ 3000–4300         | 160 Nm/ 1500–3500        | 200 Nm/ 2000–3500         | 160 Nm/ 1400–3500        | 250 Nm/ 1500–3500     | 320 Nm/ 1450–4200          |
| Antrieb, serienmäßig                                    | Front                    | Front                    | Front                     | Front                    | Front                 | Front                      |
| Getriebe, serienmäßig                                   | 5-Gang-Schaltgetriebe    | 5-Gang-Schaltgetriebe    | 6-Gang-Schaltgetriebe     | 5-Gang-Schaltgetriebe    | 6-Gang-Schaltgetriebe | 6-Gang-Schaltgetriebe      |
| Getriebe, optional                                      | –                        | –                        | 7-Gang-DSG                | –                        | –                     | –                          |
| Höchstgeschwindigkeit, km/h, [Automatik]                | 172                      | 187                      | 197 [197]                 | 184                      | 220                   | 235                        |
| Beschleunigung, 0–100 km/h in s, [Automatik]            | 14,3                     | 10,4                     | 9,2 [9,3]                 | 10,7                     | 7,6                   | 6,7                        |
| Kraftstoffverbrauch kombiniert in l/100 km, [Automatik] | 4,8                      | 4,2                      | 4,3 [4,4]                 | 4,9                      | 4,8                   | 6                          |
| CO2-Emission in g/km, kombiniert, [Automatik]           | 108                      | 97                       | 99 [102]                  | 116                      | 110                   | 139                        |
| Abgasnorm nach EU-Klassifikation                        | Euro 6                   | Euro 6                   | Euro 6                    | Euro 6                   | Euro 6                | Euro 6                     |

### Dieselmotoren
| Modell                       | Hubraum      | Motorbaureihe | Motorkennbuchstaben | Ventile      | Max. Leistung bei min−1   | Max. Drehmoment bei min−1 | 0–100 km/h    | Vmax         | Verbrauch (komb. l/100 km) | Bauzeitraum     | Karosserievariante     |
| Dreizylinder                 | Dreizylinder | Dreizylinder  | Dreizylinder        | Dreizylinder | Dreizylinder              | Dreizylinder              | Dreizylinder  | Dreizylinder | Dreizylinder               | Dreizylinder    | Dreizylinder           |
| ---------------------------- | ------------ | ------------- | ------------------- | ------------ | ------------------------- | ------------------------- | ------------- | ------------ | -------------------------- | --------------- | ---------------------- |
| 1.2 TDI (CR) (DPF)           | 1199 cm³     | VW EA189      | CFWA                | 12           | 55 kW (75 PS)/ 4200       | 180 Nm/ 1500–3450         | 13,9 [13,9] s | 168 km/h     | 3,8                        | 05/2010–07/2015 | drei-/fünftürig, Kombi |
| 1.2 TDI Ecomotive (CR) (DPF) | 1199 cm³     | VW EA189      | CFWA                | 12           | 55 kW (75 PS)/ 4200       | 180 Nm/ 1500–3450         | 13,9 [13,9] s | 173 km/h     | 3,4                        | 05/2010–07/2015 | drei-/fünftürig, Kombi |
| 1.4 TDI Ecomotive (CR) (DPF) | 1422 cm³     | VW EA288      | CUSA                | 12           | 55 kW (75 PS)/ 3000–3750  | 210 Nm/ 1750–2000         | 13,0 [13,0] s | 173 km/h     | 3,6 [3,6]                  | seit 07/2015    | drei-/fünftürig, Kombi |
| 1.4 TDI (PD) (DPF)           | 1422 cm³     | VW EA188      | BMS                 | 6            | 59 kW (80 PS)/ 4000       | 195 Nm/ 2200              | 13,1 [12,9] s | 169 km/h     | 4,3                        | 04/2008–04/2010 | drei-/fünftürig        |
| 1.4 TDI Ecomotive (PD)       | 1422 cm³     | VW EA188      | BMS                 | 6            | 59 kW (80 PS)/ 4000       | 195 Nm/ 2200              | 12,9 [12,7] s | 177 km/h     | 3,7                        | 01/2009–04/2010 | drei-/fünftürig        |
| 1.4 TDI (CR) (DPF)           | 1422 cm³     | VW EA288      | CUSB                | 12           | 66 kW (90 PS)/ 2750–3500  | 230 Nm/ 1500–2500         | 10,9 [10,9] s | 182 km/h     | 3,7 [3,7]                  | seit 07/2015    | drei-/fünftürig, Kombi |
| 1.4 TDI (CR) (DPF)           | 1422 cm³     | VW EA288      | CUTA                | 12           | 77 kW (105 PS)/ 3500–3750 | 250 Nm/ 1750–2500         | 9,9 [9,9] s   | 192 km/h     | 3,9 [3,9]                  | seit 07/2015    | drei-/fünftürig, Kombi |
| Vierzylinder                 |              |               |                     |              |                           |                           |               |              |                            |                 |                        |
| 1.6 TDI (CR) (DPF)           | 1598 cm³     | VW EA189      | CAYB                | 16           | 66 kW (90 PS)/ 4200       | 230 Nm/ 1500–2500         | 12,0 [11,8] s | 178 km/h     | 4,2                        | 05/2009–07/2015 | drei-/fünftürig, Kombi |
| 1.6 TDI (CR) (DPF)           | 1598 cm³     | VW EA189      | CAYC                | 16           | 77 kW (105 PS)/ 4400      | 250 Nm/ 1500–2500         | 10,7 [10,5] s | 188 km/h     | 4,2                        | 10/2009–07/2015 | drei-/fünftürig, Kombi |
| 1.9 TDI (PD) (DPF)           | 1896 cm³     | VW EA188      | BXJ                 | 8            | 66 kW (90 PS)/ 4000       | 210 Nm/ 1800–2500         | 12,0 s        | 176 km/h     | 4,5                        | 04/2008–05/2009 | drei-/fünftürig        |
| 1.9 TDI (PD) (DPF)           | 1896 cm³     | VW EA188      | BLS                 | 8            | 77 kW (105 PS)/ 4000      | 240 Nm/ 1900              | 10,6 s        | 185 km/h     | 4,5                        | 04/2008–05/2009 | drei-/fünftürig        |
| 2.0 TDI FR (CR) (DPF)        | 1968 cm³     | VW EA189      | CFHD                | 16           | 105 kW (143 PS)/ 4200     | 320 Nm/ 1750–2500         | 8,3 [8,2] s   | 210 km/h     | 4,6                        | 10/2009–05/2015 | drei-/fünftürig        |

- Werte beziehen sich auf Fünftürer, Angaben in eckigen Klammern für Dreitürer (Sportcoupé)

## Produktionszahlen IBIZA
Gesamtproduktion Ibiza IV mehr als 1.500.000 Fahrzeuge
| Jahr  | 2008                | 2009    | 2010    | 2011    | 2012    | 2013    | 2014    | 2015    | 2016    | 2017               |
| ----- | ------------------- | ------- | ------- | ------- | ------- | ------- | ------- | ------- | ------- | ------------------ |
| IBIZA | 192.470 ca. 144.000 | 173.715 | 189.083 | 191.183 | 160.887 | 145.041 | 153.633 | 160.451 | 149.988 | 160.377 ca. 67.000 |